# ژوئل گالوپن
ژوئل گالوپن (فرانسوی: Joël Gallopin‎؛ زادهٔ ۲۹ ژانویهٔ ۱۹۵۳) دوچرخه‌سوار اهل فرانسه است.